# Tigriopus fulvus
Tigriopus fulvus är en kräftdjursart som först beskrevs av Fischer 1860.  Tigriopus fulvus ingår i släktet Tigriopus och familjen Harpacticidae. Inga underarter finns listade i Catalogue of Life.